# Адлерберг, Николай Владимирович
Граф Никола́й Влади́мирович А́длерберг (19 [31] мая 1819, Санкт-Петербург — 13 [25] декабря 1892, Мюнхен) — русский государственный и военный деятель, генерал-адъютант (30 августа 1857), генерал от инфантерии (17 апреля 1870 года), участник покорения Кавказа, финляндский генерал-губернатор (1866—1881). Близкий друг юности Алексея Толстого, адресат его шуточных стихотворений и писем.

## Биография
Сын графа Владимира Фёдоровича Адлерберга, православного вероисповедания, родился 19 (31) мая 1819 года в Санкт-Петербурге; был крещён 6 июня в церкви Александра Невского в Аничковом дворце, крестник императора Николая I и родной бабушки Ю. Ф. Адлерберг.
Был зачислен 30 декабря 1830 года в Пажеский корпус и 27 июля 1837 года, окончив его, был произведён в прапорщики и выпущен в Преображенский лейб-гвардии полк; 6 декабря 1838 года назначен флигель-адъютантом к Его Величеству и 1 апреля 1840 года произведён в подпоручики.
В 1841 году был командирован в отдельный Кавказский корпус и принял участие в военных действиях на Кавказе. Состоял с апреля в отряде генерал-лейтенанта Карла Фези, был при взятии укреплённого аула Чиркей, после чего был послан к командиру корпуса Евгению Головину и вошёл в состав отряда генерал-лейтенанта Павла Граббе и был в деле при Акташ-Аухе и первом бою при Захан-Юрте. Командированный в распоряжение генерал-лейтенанта Ивана Лабынцева Адлерберг занимался сплавом рубленого на неприятельской стороне леса, и затем находился во втором бою у Захан-Юрта. За отличие в кампании 1841 года Адлерберг 19 апреля 1842 года был произведён в поручики и затем командирован в центральные губернии России для набора нижних чинов из гарнизонных батальонов для формируемого 3-го Кавказского линейного батальона. В 1842 и 1843 годах занимался рекрутскими наборами в Царстве Польском и Тульской губернии, а в феврале 1844 года снова отправился на Кавказ. В мае послан генералом Александром Нейдгардтом с небольшим отрядом для прикрытия инженерных работ в горах и затем последовательно состоял для особых поручений при генералах Роберте Фрейтаге, И. М. Лабынцеве, Александре Лидерсе и в конце кампании был в составе отряда Диомида Пассека в экспедиции к аулу Салты. За отличие в боях с горцами 1 июля произведён в штабс-капитаны и 22 июня послан из Темир-Хан-Шуры в Санкт-Петербург с донесениями. По прибытии и сдаче дел отбыл в годичный отпуск и по возвращении в сентябре 1845 года прикомандирован к канцелярии Военного министерства; 21 апреля 1847 года произведён в капитаны. За Кавказские походы Адлерберг был награждён орденами Святой Анны 3-й степени с бантом (31 октября 1842 года), золотой шашкой с надписью «За храбрость» (2 августа 1844 года).
В Венгерской кампании 1849 года Адлерберг был при командире 3-го пехотного корпуса генерал-лейтенанте графе Федоре Ридигере, который назначил Адлерберга в отряд генерал-лейтенанта Антона Лисецкого. За отличие в делах с венграми 7 августа произведён в полковники и 22 августа награждён орденом Святой Анны 2-й степени (императорская корона к этому ордену пожалована 25 июля 1851 года).
В 1852 году был уволен, за болезнью, от военной службы для определения в гражданскую, с причислением к Министерству внутренних дел и с пожалованием в звание камергера Двора Его Величества. В том же году, с 12 апреля стал действительным членом РГО.
С 10 июня 1853 года граф Адлерберг был назначен таганрогским градоначальником, затем опять переведён в военную службу и во время Крымской кампании, с 4 ноября 1854 по 15 мая 1856 года, занимал ответственный и важный пост военного губернатора города Симферополя и гражданского губернатора Таврической губернии. Граф Адлерберг 17 апреля 1855 года был произведён в генерал-майоры с назначением в свиту Его Величества, участвовал в сражении на Чёрной речке с англо-французами  и неоднократно бывал в осаждённом Севастополе; награждён орденами Святого Владимира 3-й степени (13 октября 1854 года), Святого Станислава 1-й степени (1855 году), а через два года, 30 августа 1857 года, назначен генерал-адъютантом.
Оставив в сентябре 1856 году пост Таврического губернатора, он состоял при Императорской русской миссии в Берлине; на этом посту получил орден Святой Анны 1-й степени с мечами (8 сентября 1859 года). Произведённый 30 августа 1861 года в генерал-лейтенанты, а 17 апреля 1870 года — в генералы от инфантерии, граф Адлерберг в течение шестнадцати лет, с 20 апреля 1866 по 1881 год, был генерал-губернатором Великого княжества Финляндского и командующим войсками Финляндского военного округа, а 22 мая 1881 года назначен членом Государственного Совета.
16 апреля 1872 года граф Адлерберг получил орден Святого Александра Невского, а 16 апреля 1875 года и алмазные знаки к этому ордену. 5 июля 1876 года удостоился ордена Святого Владимира 1-й степени. Среди прочих наград Адлерберг имел ордена Святого Владимира 4-й степени (6 декабря 1848 года), Святого Владимира 2-й степени (4 апреля 1865 года), Белого Орла (16 апреля 1867 года). Кроме того, он был кавалером и многих иностранных орденов.
Богато одарённый от природы и прекрасно образованный, граф Адлерберг дважды совершил путешествие в Палестину. Описание первого путешествия, совершённого в 1845 году, причём граф Адлерберг посетил по пути Грецию и Египет, появилось в 1853 году в Санкт-Петербурге, под заглавием: «Из Рима в Иерусалим». Книга эта была благосклонно встречена критикой (в «Современнике» в том же году был напечатан сочувственный отзыв) и пользовалась в пятидесятых годах известностью. Второе путешествие в Иерусалим граф предпринял в 1860 году; описание его появилось в двух томах в Петербурге в 1867 году, на французском языке, под заглавием: «En Orient, impressions et réminiscences».
Умер 13 (25) декабря 1892 года в Мюнхене. Своим наследникам оставил государственных облигаций на 626 тысяч рублей.

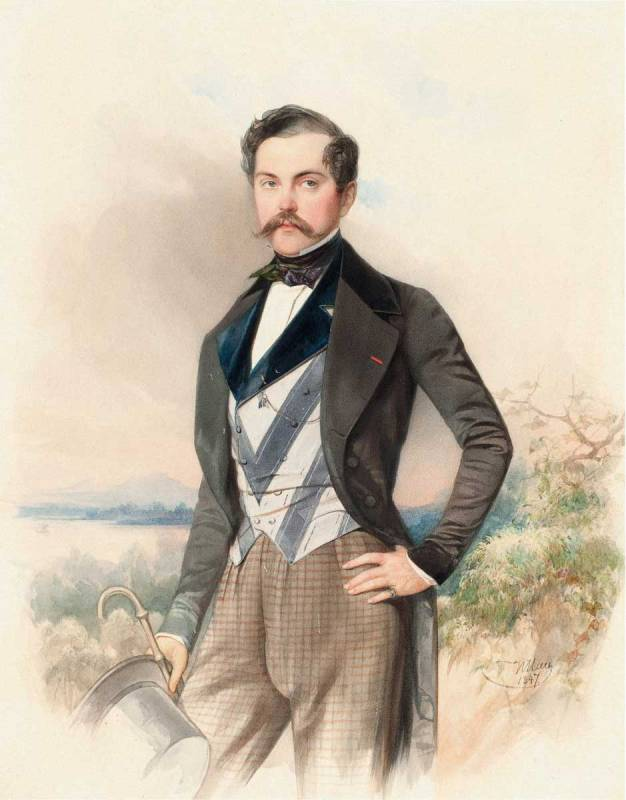
Портрет Н. В. Адлерберга работы В. И. Гау.

## Награды
- Орден Святой Анны 3-й статьи с бантом (1842)
- Золотая шпага «За храбрость» (1844)
- Орден Святого Владимира 4-й ст. (1848)
- Орден Святой Анны 2-й ст. (1849)
- Императорская корона к ордену Святой Анны 2-й ст. (1851)
- Орден Святого Владимира 3-й ст. (1854)
- Орден Святого Станислава 1-й ст. (1855)
- Знак отличия беспорочной службы за XV лет (1856)
- Орден Святой Анны 1-й ст. с мечами над орденом (1859)
- Орден Святого Владимира 2-й ст. (1865)
- Орден Белого Орла (1867)
- Орден Святого Александра Невского (1872)
- Бриллиантовые знаки к ордену Святого Александра Невского (1875)
- Орден Святого Владимира 1-й ст. (1876)

Иностранные:
- веймарский Орден Белого сокола 3-й ст. (1840)
- гессенский Орден Людвига 3-й ст. (1840)
- нидерландский Военный орден Вильгельма (1849)
- австрийский Орден Леопольда, командорский знак (1849)
- прусский Орден Красного Орла 2-й ст. со звездой и алмазными знаками (1857)
- ганноверский Королевский Гвельфский Орден, командорский знак 1-й ст. (1858)
- веймарский Орден Белого Сокола 1-й ст. (1859)
- австрийский Орден Железной короны 1-й ст. (1860)
- прусский Орден Красного Орла 1-й ст. (1861)
- прусская медаль в память коронации короля Пруссии (1862)
- ганноверский Королевский Гвельфский Орден, большой крест (1863)
- прусский Орден Короны 1-й ст. (1864)
- баварский Орден Святого Михаила, большой крест (1864)
- прусский Орден Красного Орла, большой крест (1879).